# Lisa Disbrow

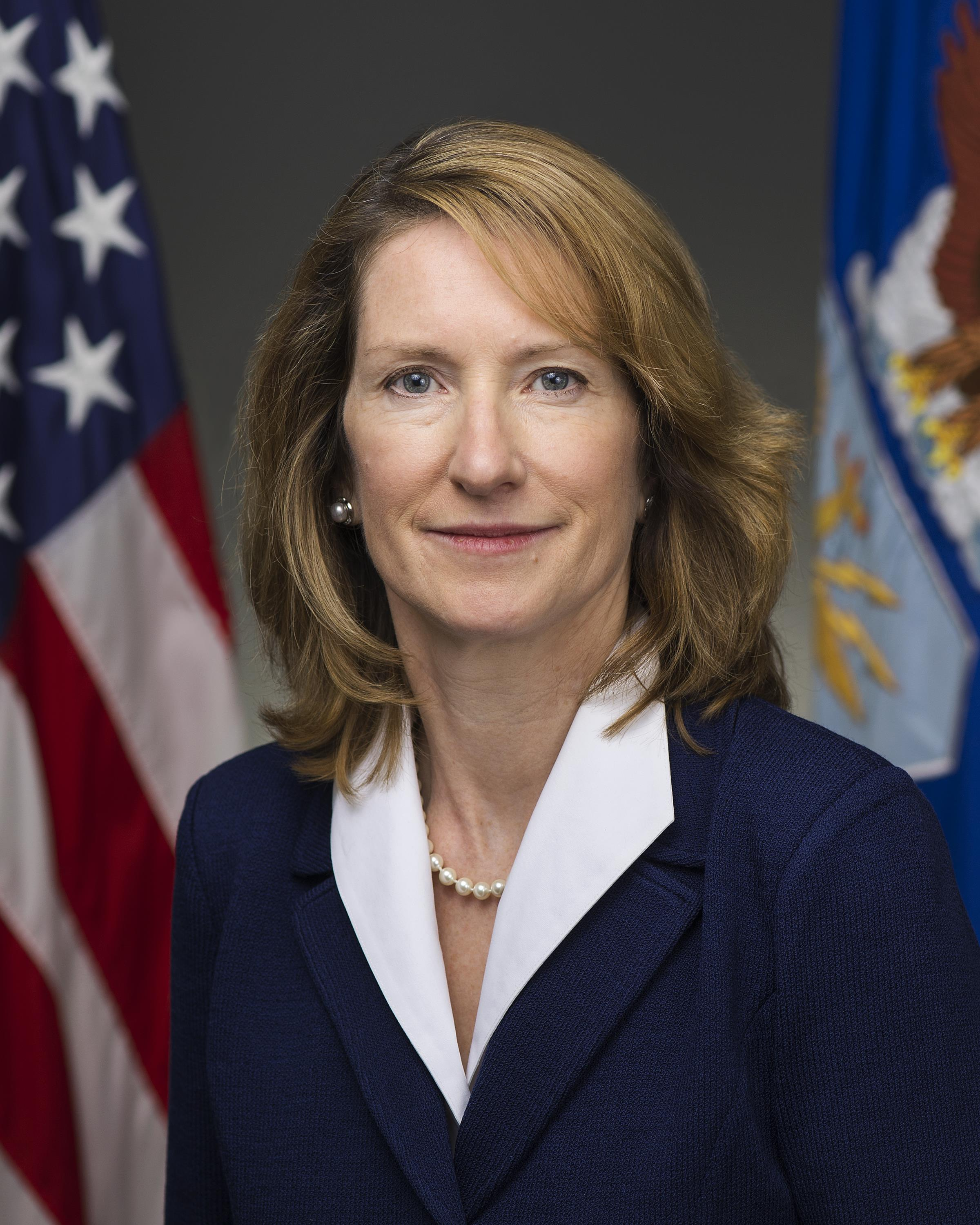
Lisa Disbrow (2016)

Lisa S. Disbrow ist eine amerikanische Verwaltungsbeamte und war vom 20. Januar 2017 bis zum 16. Mai 2017 kommissarisch Secretary of the Air Force. Sie löste Deborah Lee James ab und war die dritte Frau in diesem Amt. Nach Bestätigung durch den Senat hat Heather Wilson am 16. Mai 2017 das Amt übernommen.
Lisa Disbrow hat seit 1984 einen Bachelor of Arts in Foreign Affairs der University of Virginia in Charlottesville, seit 1990 einen Master of Arts in International Affairs der George Washington University in Washington, D.C. und erwarb am National War College 2002 einen Master of Science in National Security Strategy. Von 1985 bis 1992 war sie selbst aktive Soldatin in der US Air Force und arbeitete von 1993 bis 1995 als Systemspezialistin im National Reconnaissance Office, Washington, D.C. Sie bekleidet in der Air Reserve den Dienstgrad eines Colonel.
Danach war sie im Pentagon tätig von 1995 bis 2006, bevor sie als Beraterin für Politik im Nationalen Sicherheitsrat ins Weiße Haus wechselte. Danach wechselte sie von 2007 bis 2014 erneut in den Generalstab. 2016 wurde sie zunächst Under Secretary of the Air Force, am 20. Januar 2017 ernannte man sie in der Regierung Trump zum Acting Secretary of the Air Force.